# Delco (Caroline du Nord)
Delco est une census-designated place américaine située dans le comté de Columbus dans l'État de Caroline du Nord. En 2010, sa population était de 348 habitants.

## Démographie
| 2000 | 2010 | - | - | - | - |
| ---- | ---- | - | - | - | - |
| 265  | 348  | - | - | - | - |

## Source de la traduction
- (en) Cet article est partiellement ou en totalité issu de l’article de Wikipédia en anglais intitulé « Delco, North Carolina » (voir la liste des auteurs).